# رندون، تگزاس
رندون (به انگلیسی: Rendon) یک منطقهٔ مسکونی در ایالات متحده آمریکا است که در شهرستان تارانت، تگزاس واقع شده‌است. رندون ۶۴٫۰ کیلومتر مربع مساحت و ۱۲٬۵۵۲ نفر جمعیت دارد و ۲۲۴ متر بالاتر از سطح دریا واقع شده‌است.